# Krzysztof Król (oficer SOP)
Krzysztof Janusz Król – polski funkcjonariusz służb mundurowych, pułkownik Służby Ochrony Państwa oraz zastępca komendanta (od 2018) i p.o. komendanta SOP (2019).

## Życiorys
Służbę w Policji rozpoczął w 1991 roku w garnizonie śląskim. W 1997 ukończył Wyższą Szkołę Policji w Szczytnie, uzyskując tytuł zawodowy oficera dyplomowanego. Ukończył studia drugiego stopnia z zakresu prawa oraz studia podyplomowe z zakresu problematyki przestępczości zorganizowanej i terroryzmu. W Policji pełnił funkcje kierownicze między innymi jako zastępca naczelnika wydziału do walki z terrorem kryminalnym i zabójstw Komendy Stołecznej Policji, od 2013 r. I zastępcy komendanta Komendy Rejonowej Policji Warszawa II, w 2016 mianowany na komendanta powiatowego Policji w Krakowie. Służbę w policji zakończył w roku 2017 w stopniu inspektora Policji.
W grudniu 2017 został oddelegowany do Biura Ochrony Rządu, przekształcanego wówczas w Służbę Ochrony Państwa. Mianowany do rangi pułkownika SOP. Od 1 lutego 2018 pełni funkcję zastępcy komendanta SOP. 6 marca 2019 objął kierownictwo nad SOP (po odejściu na emeryturę przez Tomasza Miłkowskiego) jako pełniący obowiązki komendanta formacji. Sprawował je do 5 czerwca tego samego roku.

## Odznaczenia
- Medal „Za Długoletnią Służbę”[2]
- Odznaka „Zasłużony Policjant”[2]
- Medal „Milito Pro Christo”[7]
- Medal Gloria Intrepidis et Animi Promptis (2023)[8]